# Aktuelle Ernährungsmedizin
Die Zeitschrift  Aktuelle Ernährungsmedizin ist eine medizinische Fachzeitschrift für den deutschsprachigen Raum, in der insbesondere Fachbeiträge zu Ernährungsmedizin, Diätetik und Ernährungswissenschaft publiziert werden. Sie wurde 1976 vom Thieme-Verlag begründet. Die ersten beiden Chefredakteure waren Reinhold Kluthe (1976 bis 1997) und Günther Wolfram (1997 bis 2010).
Die „Aktuelle Ernährungsmedizin“ ist das offizielle Organ der Deutschen Gesellschaft für Ernährungsmedizin e.V. (DGEM), der Österreichischen Arbeitsgemeinschaft für klinische Ernährung (AKE), der Gesellschaft für Ernährungsmedizin und Metabolismus Schweiz (GESKES SSNC), der Deutschen Akademie für Ernährungsmedizin e.V. (DAEM), des Berufsverbands Deutscher Ernährungsmediziner /-innen e.V. (BDEM), des Verbands der Diätassistenten – Deutscher Bundesverband e.V. (VDD) und des BerufsVerbands Oecotrophologie e.V. (VDOE).
Die Zeitschrift enthält Originalarbeiten aus den Bereichen Stoffwechselforschung, Klinische Ernährung, Diätetik. Sie behandelt Themen aus dem ZDB-Sachgebiet 610 Medizin, Gesundheit.
Die OCLC-Nr. des Mediums lautet: 1368059834